# Tuffi ai campionati mondiali di nuoto 2015 - Piattaforma 10 metri sincro misti
La competizione di tuffi dalla piattaforma 10 metri sincro misti dei campionati mondiali di nuoto 2015 si è disputata il 25 luglio 2015 nella Aquatics Palace a Kazan'.

## Medaglie
| Posizione | Atleti                            | Nazionalità |
| --------- | --------------------------------- | ----------- |
| Oro       | Si Yajie Tai Xiaohu               | Cina        |
| Argento   | Meaghan Benfeito Vincent Riendeau | Canada      |
| Bronzo    | Domonic Bedggood Melissa Wu       | Australia   |

## Risultati
| Posizione | Nazione        | Atleti                              | Punti  | Punti |                     |        |
| --------- | -------------- | ----------------------------------- | ------ | ----- | ------------------- | ------ |
| Posizione | Nazione        | Atleti                              | 1      | Cina  | Si Yajie Tai Xiaohu | 350.88 |
| 2         | Canada         | Meaghan Benfeito Vincent Riendeau   | 309.66 |       |                     |        |
| 3         | Australia      | Domonic Bedggood Melissa Wu         | 308.22 |       |                     |        |
| 4         | Corea del Nord | Hyon Il-myong Kim Kuk-hyang         | 305.52 |       |                     |        |
| 5         | Russia         | Nikita Schleicher Yulia Timoshinina | 304.14 |       |                     |        |
| 6         | Italia         | Noemi Batki Maicol Verzotto         | 299.28 |       |                     |        |
| 7         | Francia        | Benjamin Auffret Laura Marino       | 295.35 |       |                     |        |
| 8         | Messico        | Paola Espinosa Jahir Ocampo         | 294.24 |       |                     |        |
| 9         | Giappone       | Minami Itahashi Yu Okamoto          | 289.92 |       |                     |        |
| 10        | Malaysia       | Loh Loh Zhiayi Chew Yiwei           | 289.89 |       |                     |        |
| 11        | Romania        | Mara Aiacoboae Cătălin Cozma        | 286.92 |       |                     |        |
| 12        | Brasile        | Ingrid Oliveira Luiz Outerelo       | 283.68 |       |                     |        |
| 13        | Stati Uniti    | Mark Anderson Samantha Bromberg     | 274.14 |       |                     |        |
| 14        | Germania       | Dominik Stein My Phan               | 260.46 |       |                     |        |
| 15        | Egitto         | Maha Abdelsalam Mohab Elkordy       | 207.63 |       |                     |        |